# Turismo en Cataluña
El Turismo en Cataluña es uno de los sectores económicos más importantes de Cataluña, el principal destino turístico de España y uno de los más importantes de Europa. Además, el turismo es el sector económico de mayor crecimiento a lo largo de las últimas décadas y el que mejor resiste los períodos de crisis y estancamiento económico. Es un fenómeno plenamente estructural, ya que el hábito de realizar turismo se ha extendido hasta convertirse en una “necesidad básica” en las pautas de consumo de muchas personas de un amplio espectro socioeconómico.  En Cataluña el turismo se centra principalmente en el litoral a partir del producto de sol y playa, y en las ciudades, especialmente en la ciudad de Barcelona. El turismo también está muy presente en zonas de montaña, por el exceso de oferta en los núcleos urbanos (segundas residencias y pisos turísticos) y el alza de los precios en las mismas, lo que hace que personas con menos recursos se vean obligadas a moverse hacia zonas paisajísticas o de montaña.
El turismo supone un 15% del Producto Interior Bruto de la comunidad.  Por comarcas el peso del turismo oscila entre el 3,7% en la Ribera de Ebro al 30,7% de la Alta Ribagorza, sobre su PIB total.  La presencia internacional es importante, sobre todo de viajeros franceses, primera nacionalidad que visita la comunidad, a la que siguen británicos y alemanes. En 2018, de los chinos que realizan turismo en el España, la mitad fue a Cataluña.  De cara al futuro, es necesaria la implementación de estrategias de cambio en el modelo de gestión turística dirigidas hacia un modelo más diversificado, desestacionalización, que enfatice la calidad del producto y su integración con el territorio, la economía, la sociedad y la cultura del país por aumentar su sostenibilidad. 

## Evolución del turismo en Cataluña
El turismo nace a partir del primer tercio del siglo XX a causa del impulso de la burguesía y los empresarios de los campos de la importación y exportación, y las ansias de regeneración de políticos liberales. Los locales quisieron hacer frente a los problemas estructurales de la política y la economía que sufría España y Catalunya. La llegada de la Segunda república hizo que el gobierno del estado aprobara la ley dando derecho a vacaciones pagadas a todas las personas asalariadas, un derecho social reivindicado hacía tiempo por los movimientos obreros. El 1 de junio de 1932 se puso en marcha la Oficina de Turismo de Catalunya y el Servicio de Viajes y Vacaciones Obreras. En 1934 se inauguraba en Barcelona el primer Salón del Turismo y de los Deportes. En aquellas épocas también cogía bastante el concepto de ciudad jardín, urbanizaciones de veraneo estrechamente vinculadas a la burguesía y, en menor medida, a la clase media.  El hecho de impulsar el turismo a partir de las vacaciones hizo que se mejoraran todas las instalaciones, por una mejor presencia de los viajeros y poder potenciar este sector.
Tras la Guerra Civil Cataluña fue un foco del turismo a partir de imágenes de la Costa Brava, la Celebración de los Juegos Olímpicos de 1992… El turismo ha ido evolucionando desde sus determinadas características, un determinado dinamismo y modelo, y que seguirá evolucionando a lo largo de los años, siendo hoy en día en Cataluña una de las potencias turísticas de primer orden. 

## Marcas turísticas

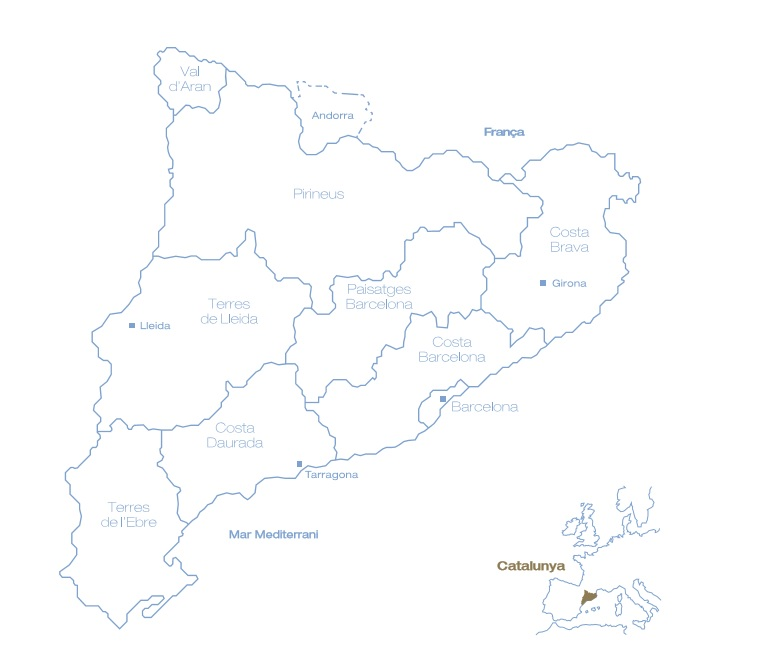

- Paisajes Barcelona [8]
- Costa Barcelona
- Marca Barcelona [9][10]
- Marca Costa Brava [11]
- Costa Dorada
- Marca Tierras del Ebro [12]
- Marca Pirineos [13][14]
- Marca Val d'Aran [15]
- Marca Tierras del Ebro [12]
- Penedès Marítimo [16]